# Kobold
Koboldul (kobolt, kobolde, kobolde, cobold) este o creatură legendară din folclorul și mitologia nordică.
Termenul nu provine din substantivul german modern der Kobold, care înseamnă cel mai adesea un spiriduș, ci dintr-un cuvânt atestat în limba germană medie înaltă (Mittelhochdeutsch⁠(d)), fie kóbolt, fie kobólt. Originea sa este probabil și mai veche. Ar fi inițial un spirit protector al casei⁠(d) și al vetrei. Probabil era asociat cu diferitele culte ale morților din tradițiile păgâne. Bun și devotat familiei care l-a întâmpinat menținând ritualuri, dar amenințător cu rivalii și dușmanii familiei, coboldul a devenit o figură ambivalentă după ce a fost alungat din ritualurile casnice de autoritatea creștină. După ce au ajuns în locuri părăsite și ajungând de nevoie niște hoți, sălbatici, agresivi și amenințători, micile ființe au devenit, după diferitele tradiții țărănești, fie niște duhovnici ai mlaștinilor, pajiștilor, pădurilor sălbatice, fie pitici hoți de metale monetare și prețioase din zone subterane. Prezența lor medievală târzie este de foarte multe ori asociată cu cețuri tulburătoare și demonice, cu gropi comune sau alte locuri ale morții.